# Festival de Marseille
Le Festival de Marseille est un festival international de danse organisé chaque année depuis 1995 dans la cité phocéenne. Il a lieu de juin à juillet et se déploie dans plus de quinze lieux dans la ville, en salle et en plein air. Pendant plus de trois semaines il présente les créations d'artistes du territoire et venus du monde entier.

## Historique
Le festival se déroule dans de multiples lieux de Marseille, allant des quartiers nord, au Théâtre de La Sucrière dans le parc François Billoux (15e) aux quartiers sud sur le toit-terrasse de la Cité Radieuse. Au cours de son histoire le festival a exploré des lieux tels la salle Vallier au sein du Complexe sportif Vallier ou le Hangar 15 sur le Grand port maritime de Marseille. Aujourd'hui les représentations ont lieu dans des théâtres ou salles de spectacles comme La Criée (théâtre), Vieille Charité, Musée des Civilisations de l'Europe et de la Méditerranée, Friche Belle de Mai, Théâtre du Merlan, Ballet national de Marseille, Théâtre Joliette, Klap Maison pour la danse. Ces deux dernières années il a aussi présenté des spectacles à La Citadelle au Fort Saint-Nicolas (Marseille) et dans la calanque Morgiret sur les Îles du Frioul. Il propose des ateliers de danse dans les parcs de la ville comme les jardins du Palais Longchamp ou ceux du Musée d'histoire de Marseille.
Dirigé par Apolline Quintrand de 1996 à 2015, Jan Goossens lui succède en 2016. Marie Didier a repris la direction du Festival en janvier 2022.